# Over the James
Over the James é o quarto Álbum da banda de Punk Rock Avail. Lançado pela Lookout! Records em 1998

## Faixas
1. "Deepwood" - 2:00
2. "New #2" - 2:25
3. "August" - 2:32
4. "Fall Apart" - 1:52
5. "Nickel Bridge" - 2:15
6. "Scuffle Town" - 1:18
7. "Sanctuary 13" - 2:25
8. "S.R.O." - 2:02
9. "Mid-Town West" - 2:25
10. "Lombardy St." - 2:28
11. "Vine" - 1:43
12. "Cross Tie" - 3:52
13. "Ask" - 2:16
14. "Fifth Wheel" - 3:13

## Relançamento em 2006
1. "Lombardy Street (Acoustic)"
2. "You May Be Right" (Billy Joel Cover)
3. "Suspicious Minds" (Elvis Presley Cover)
4. "Said Gun" (Embrace Cover)